# Lỗi và hành vi sai trái (bóng đá)
Trong các trận đấu bóng đá, chắc chắn có những cầu thủ phạm lỗi và có những hành vi sai trái. Những điều luật về "Lỗi và hành vi khiếm nhã" được quy định trong điều 12, luật bóng đá 11 người của FIFA, để xử lý vấn đề này.
Theo cách Wyscout định nghĩa, một cầu thủ phạm lỗi, khi anh ta vi phạm theo luật 12 (1, 3) của IFAB. Khi phạm lỗi, anh ta sẽ bị trọng tài thổi phạt. Trong một số trường hợp đặc biệt, trọng tài sẽ cho đội bị phạm lỗi hưởng phép lợi thế, sau đó, khi bóng chết thì cầu thủ phạm lỗi sẽ được trọng tài đưa ra hình phạt.
Số lần phạm lỗi trong một trận đấu cũng tương đương với số lần bị phạm lỗi của bên còn lại. Các pha phạm lỗi ngoài giao tranh (tức là dùng tay) không được coi là phạm lỗi đối với đối phương.
Ngoài những lỗi thông thường, có một số lỗi được gắn với một số trường hợp cụ thể.

## Một số trường hợp cụ thể

### Để bóng chạm tay
Trong bóng đá, trừ vị trí thủ môn trấn giữ khung thành, tất cả các cầu thủ khác trên sân đều không được dùng tay chơi bóng. Tuy nhiên, trong quá trình tranh chấp, cầu thủ có thể sẽ vô tình hoặc cố ý để bóng chạm tay. Trong vài mùa giải gần đây, Ủy ban Bóng đá Quốc tế (IFAB) liên tiếp đưa ra những thay đổi về luật bóng chạm tay. Những sự thay đổi này khiến cho các đội bóng gặp phải rất nhiều tình huống khó xử, chính vì vậy tháng 7/2021, IFAB tiếp tục sửa đổi những quy định của mình. Theo luật mới, penalty sẽ được thổi nếu như một cầu thủ để bóng chạm tay trong vòng cấm với "tư thế lớn hơn không tự nhiên". IFAB cũng đưa ra một định nghĩa mới về "tư thế lớn hơn không tự nhiên này:
"Cầu thủ được cho là khiến cơ thể phình to không tự nhiên khi vị trí của tay/cánh tay anh ta không phải là hệ quả của việc di chuyển thân thể trong tình huống đó".
Hầu hết những tình huống bóng chạm tay sẽ bị thổi phạt. Tuy nhiên, đối với những trường hợp vô tình chạm bóng (trừ khi ngăn cản cơ hội ghi bàn rõ ràng) thì cầu thủ bị bóng chạm tay sẽ không bị thổi phạt.

### Chơi bóng bạo lực
Một số hành vi bạo lực trong bóng đá:
- Xoạc bóng không trúng bóng.
- Ngáng chân.
- Đẩy, kéo đối phưong.
- Đánh cùi chỏ.
Dùng Vai Đánh Vô Mặt Hất Đối Phương

### Ngã giả vờ
Cầu thủ bị thổi phạt khi ngã giả vờ trên sân (thường là để kiếm những quả đá phạt quan trọng).

### Phản đối trọng tài
Trong trường hợp này, cầu thủ phạm lỗi này sẽ bị cảnh cáo hoặc rút thẻ.

### Lỗi ngoài sân cỏ
Lỗi ngoài sân cỏ là những lỗi và hành vi khiếm nhã của các cầu thủ dự bị hoặc HLV.

## Hình phạt
Cầu thủ có thể bị cảnh cáo hoặc rút thẻ khi phạm lỗi.

### Thẻ vàng

#### Những lỗi bị phạt thẻ vàng
- Có hành vi phi thể thao.
- Có lời lẽ hoặc hành động phản đối lại quyết định của trọng tài.
- Liên tục vi phạm luật.
- Trì hoãn trận đấu.
- Không tuân thủ quy định về cự ly trong những quả phạt hoặc quả phạt góc.
- Tùy tiện ra khỏi hoặc vào sân mà không có sự đồng ý của trọng tài.
- Cởi áo khi thay người (chân vẫn đặt trong ranh giới sân).

#### Hậu quả
Một cầu thủ sẽ được cảnh cáo và sau đó nhận một thẻ vàng có thể tiếp tục chơi trong trận đấu. Một cảnh cáo đó là "cảnh báo đầu tiên trong một trận đấu". Nếu nhận thẻ vàng thứ hai thì thẻ vàng đó được chuyển thành một thẻ đỏ và cầu thủ đó bị đuổi khỏi sân, không được thay bằng cầu thủ dự bị. Trong một giải đấu lớn như Euro, World Cup cầu thủ bị phạt 2 thẻ vàng trong 2 trận khác nhau sẽ bị cấm thi đấu trận kế tiếp (sau trận bị phạt thẻ thứ hai). Tuy nhiên, họ có thể được xem xét xoá thẻ khi đội tuyển của họ vào đến trận bán kết. Các thẻ vàng này không được chuyển đến bất kỳ trận đấu hay giải đấu quốc tế nào khác mà chỉ được áp dụng trong giải đấu hiện tại của đội.
Huấn luyện viên trưởng cũng có thể bị phạt thẻ vàng nếu phạm những lỗi tương tự và cũng bị áp dụng luật cấm chỉ đạo trận đấu kế tiếp như cầu thủ.

### Thẻ đỏ

#### Những lỗi bị phạt thẻ đỏ
- Có hành vi rất phi thể thao.
- Phạm lỗi nghiêm trọng như: Cố ý dùng vũ lực để gây tổn thương cho các cầu thủ đội bạn.
- Gây ra lỗi và nhận 2 thẻ vàng trong cùng 1 trận đấu.
- Có hành vi bạo lực với không chỉ đội bạn mà với khán giả, trọng tài, đồng đội.
- Ngăn cản cơ hội làm bàn của đối phương bằng tay (không phải thủ môn) tại vùng cấm địa đội mình.
- Khạc nhổ nước bọt vào bất kỳ người nào.
- Cố tình phạm lỗi (diễn) để ngăn cản cơ hội ghi bàn thắng của đối phương.
- Có những cử chỉ, ngôn ngữ mang ý lăng mạ, xúc phạm, sỉ nhục.

#### Hậu quả
Mỗi khi 1 cầu thủ bị phạt 1 thẻ đỏ hoặc 2 thẻ vàng (giá trị 2 thẻ đã nói trên) thì thường sẽ bị đuổi khỏi sân và không được thay thế bằng cầu thủ dự bị. Mỗi khi trọng tài rút 1 thẻ vàng cho cầu thủ, có nghĩa là cầu thủ không được phạm lỗi để nhận thêm thẻ, vì khi đó, sau khi trọng tài rút thẻ vàng thứ 2 thì 1 thẻ đỏ sẽ được rút ra. Cầu thủ cũng có thể bị phạt trực tiếp bằng thẻ đỏ.
Thẻ đỏ trực tiếp để phạt những cầu thủ phạm những lỗi nặng nhất hay phạm các lỗi được quy định trong luật 12 của Luật bóng đá. Thủ môn có thể nhận thẻ đỏ do lỗi phản ứng, phạm lỗi nặng trong vòng cấm hoặc chơi bóng bằng tay khi đứng ngoài vạch 16,50 m. Thẻ đỏ có thể được rút ra khi xảy ra xô xát giữa các cầu thủ.
Như trên đã nói, một cầu thủ bị phạt thẻ đỏ sẽ bị đuổi khỏi sân và không được thay thế bằng cầu thủ dự bị. Do đó, một đội bị phạt bao nhiêu thẻ đỏ thì số người còn lại trên sân sẽ ít đi bấy nhiêu và ngược lại. Nếu thủ môn bị phạt thẻ đỏ, một trong những cầu thủ trên sân sẽ được thay bằng một thủ môn dự bị và đội vẫn chơi với 10 người như bình thường. Nếu hết lượt thay cầu thủ, một trong những cầu thủ trên sân sẽ buộc phải chơi ở vị trí thủ môn. Nếu quá 4 thẻ đỏ được rút ra cho một đội (tương đương quá 4 cầu thủ bị đuổi khỏi sân và trên sân còn lại dưới 7 cầu thủ), đội đó sẽ bị xử thua 0-3.